# Dorfkirche Michendorf

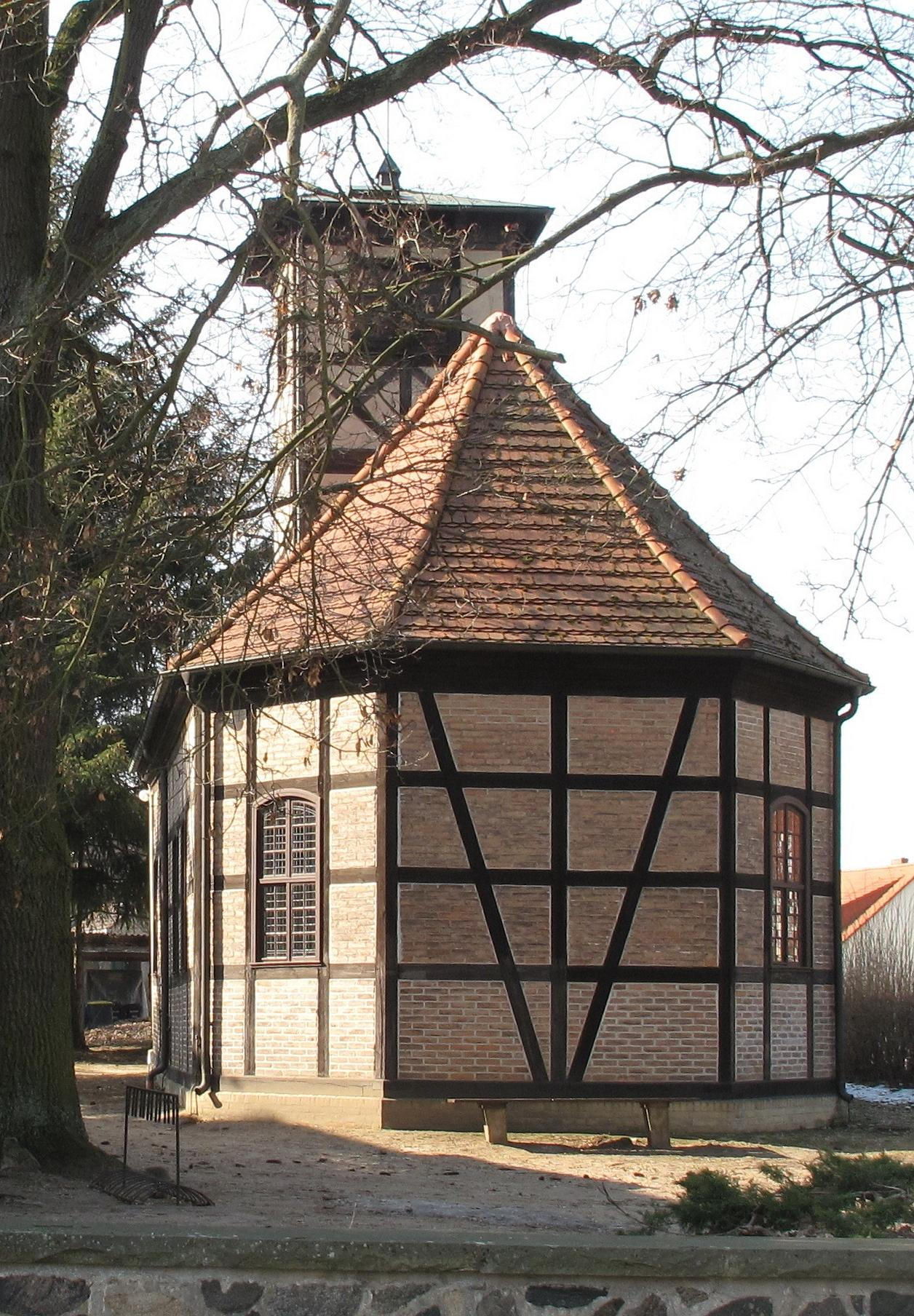
Fachwerkkirche Michendorf im Jahr 2010

Die evangelische Dorfkirche Michendorf ist eine Fachwerkkirche aus dem Jahr 1743. Sie liegt im historischen Dorfkern Michendorfs, dem namengebenden Ortsteil der Gemeinde Michendorf im Landkreis Potsdam-Mittelmark in Brandenburg (Deutschland). Die einschiffige Saalkirche mit eingezogenem Turm ist als Baudenkmal gelistet.
Michendorf wurde erstmals 1375 im Landbuch Karls IV. als Michendorp urkundlich erwähnt. Benannt wurde der Ort entweder nach einem Mann mit dem slawischen Personennamen Micha (Kurzform von Namen wie Miroslav) oder mit dem deutschen Personennamen Micha (Kurzform von Michael). Das Landbuch verzeichnet den Ort mit einem umsatzstarken Krug. Im Dreißigjährigen Krieg wurde Michendorf und damit auch seine Kirche vollkommen zerstört. Rund 50 Jahre blieb der Ort unbewohnt, bis 1697 mit fünf Bauern eine Neubesiedlung begann.
Die Reste der zerstörten Kirche – wahrscheinlich eine Feldsteinkirche aus der Zeit der Deutschen Ostsiedlung – wurden 1703 abgetragen. 1743 wurde die einschiffige Fachwerkkirche am gleichen Platz gebaut. Der eingezogene Glockenturm hat an jeder Seite eine Schallöffnung und ist von einem sehr flachen, allseitig überstehenden Zeltdach gedeckt. 1962 erfolgte eine Neugestaltung des Innenraums und 1992 eine umfangreiche Instandsetzung. In den 1950er-Jahren wurde direkt neben der Kirche ein Pfarr- und Gemeindehaus errichtet, das 2006/2007 saniert und erweitert wurde.
Die Evangelische Kirchengemeinde Michendorf nutzt den Fachwerkbau regelmäßig für ihre Gottesdienste. Zudem bietet die Gemeinde in der Kirche Veranstaltungen wie Konzerte und Lesungen an. Die Gemeinde ist Teil des Kirchenkreises Mittelmark-Brandenburg im Sprengel Potsdam (bis 31. Dezember 2009 Sprengel Neuruppin) der Landeskirche Evangelische Kirche Berlin-Brandenburg-schlesische Oberlausitz (EKBO).